# A Indomada
A Indomada est une telenovela brésilienne diffusée en 1997 par Rede Globo.
Écrit par Aguinaldo Silva et Ricardo Linhares, avec la collaboration de Maria Elisa Berredo et Nelson Nadotti, dirigé par Marcos Paulo, Roberto Naar et Luiz Henrique Rios, avec la direction générale et principale de Marcos Paulo.

## Synopsis
Greenville - une ville fictive sur la côte de Pernambuco, construite dans le style de l'Angleterre ancienne, en raison de l'influence des Britanniques qui, depuis longtemps, y avaient construit la Great Western Railway. Fiers de leur ville, qu'ils prétendent être «une pièce d'Angleterre au Brésil», les Greenvilliens suivent à la lettre les traditions britanniques: ils n'abandonnent pas le «thé des cinq», le thé de cinq heures, et mêlent même l'anglais avec les Portugais, toujours avec l'accent du nord-est indubitable.
Pendant des décennies, les usines de sucre et de rapadura ont fait de cette région un endroit très aisé. Parmi eux se trouvait le moulin Monguaba, propriété de la famille la plus riche et la plus traditionnelle de Greenville, la Mendonça e Albuquerque.
Tout commence quand Eulália, l'héritière de Monguaba, tombe amoureuse de la coupeuse de canne à sucre Zé Leandro, avec qui elle vit une romance intense. Soupçonneux, le frère aîné d'Eulália, Pedro Afonso, par peur des véritables intentions de Zé Leandro, interdit la cour et menace même le garçon de la mort. Craignant pour la vie de la bien-aimée, Eulália l'aide à fuir, alors qu'il lui jurait de revenir un jour la chercher. Des mois plus tard, Eulália donne naissance à une fille, Lúcia Helena (connue seulement comme Helena), qu'elle enseigne à attendre son père.
Quinze ans plus tard, un étranger nommé Teobaldo Faruk, fils d'un père égyptien (celui-ci déjà décédé) et mère brésilienne, arrive à la ville et enchante bientôt avec Eulália. Cependant, elle attend toujours Zé Leandro. D'autre part, Maria Altiva, épouse de Pedro Afonso, humilie Teobaldo en affirmant qu'un étranger "sans eira ni beira" n'est pas digne d'approcher un Mendonça e Albuquerque. Teobaldo voue sa vengeance et cible une cible particulière - Pedro Afonso, accro au jeu, qui doit de l'argent à plusieurs personnes, à qui il a signé des billets à ordre.

## Distribution
| Acteur                  | Caractère                                        |
| ----------------------- | ------------------------------------------------ |
| Adriana Esteves         | Lúcia Helena de Mendonça e Albuquerque / Eulália |
| José Mayer              | Teobaldo Faruk                                   |
| Eva Wilma               | Maria Altiva Pedreira de Mendonça e Albuquerque  |
| Ary Fontoura            | Deputado Pitágoras Williams Mackenzie            |
| Cláudio Marzo           | Pedro Afonso de Mendonça e Albuquerque           |
| Renata Sorrah           | Zenilda de Holanda                               |
| Betty Faria             | Miranda de Sá Maciel (Juíza Mirandinha)          |
| Paulo Betti             | Ypiranga Pitiguary                               |
| Luíza Tomé              | Scarleth Mackenzie Pitiguary                     |
| Mateus Rocha            | Felipe de Sá Maciel                              |
| Eliane Giardini         | Santa Maria (Santinha)                           |
| Flávio Galvão           | Richard da Silva Taylor                          |
| Cássio Gabus Mendes     | Sérgio Murilo                                    |
| Carla Marins            | Dinorah                                          |
| Selton Mello            | Emanuel Faruk                                    |
| Marcos Winter           | Hércules Pedreira de Mendonça e Albuquerque      |
| Isabel Fillardis        | Inês de Sousa de Mendonça e Albuquerque          |
| Ana Lúcia Torre         | Cleonice Williams Mackenzie                      |
| Nívea Stelmann          | Carolaine Mackenzie Pitiguary                    |
| Flávia Alessandra       | Dorothy Williams Mackenzie                       |
| Pedro Paulo Rangel      | Padre José (Joseph)                              |
| Neusa Borges            | Florência                                        |
| José de Abreu           | Delegado Motinha                                 |
| Sônia de Paula          | Lourdes Maria (o Cadeirudo)                      |
| Amélia Bittencourt      | Veneranda Faruk                                  |
| Licurgo Spínola         | Egídio Ferreira                                  |
| Karla Muga              | Grampola                                         |
| Rodrigo Faro            | Beraldo                                          |
| Daniela Faria           | Berbela                                          |
| Ingra Liberato          | Paraguaia                                        |
| Catarina Abdalla        | Vieira                                           |
| Mônica Carvalho         | Maribel                                          |
| Cristina Galvão         | Elaine                                           |
| Clemente Viscaíno       | Alceu                                            |
| Cláudia Puget           | Mérilu                                           |
| Marco Miranda           | Anfilófio                                        |
| Marcelo Escorel         | Dr. Lauro                                        |
| Élida Muniz             | Vivinha                                          |
| Leandro Ribeiro         | Washington                                       |
| Leandra Leal            | Lúcia Helena (première phase)                    |
| Carlos Alberto Riccelli | Zé Leandro                                       |